# 1782
Het jaar 1782 is het 82e jaar in de 18e eeuw volgens de christelijke jaartelling.

## Gebeurtenissen
februari
- 26 - De Friese Landdag erkent als eerste van de Verenigde Nederlanden de Verenigde Staten van Amerika. Dat wil zeggen: de Friese afgevaardigden ter Staten Generaal wordt opgedragen te stemmen voor de erkenning van John Adams als gezant van die Unie in Den Haag.

maart
- 20 -In Londen leidt de overgave van de Britse troepen in Yorktown (Virginia) tot het ontslag van de regering van 
Lord North,

die vervangen wordt door vredesgezinde Whigs.
april
- 7 - De Siamese koning Taksin wordt geëxecuteerd volgens de traditie: gebonden in een fluwelen zak en doodgeknuppeld met een stok van sandelhout, zodat geen koninklijk bloed zichtbaar zal vloeien.
- 19 - De Republiek der Zeven Verenigde Nederlanden erkent de Verenigde Staten en wil diplomatieke betrekkingen aangaan.

mei
- 24 - De Verenigde Oostindische Compagnie keert voor het laatst dividend uit.

juni
- 13 - In het protestantse Zwitserse kanton Glarus wordt de 47-jarige  dienstbode Anna Göldi als laatste persoon in Europa wegens hekserij ter dood gebracht
- 29 - Met 30 graden Celsius, gemeten in Utrecht, is dit de warmste dag van het jaar.

augustus
- 4 - Mozart trouwt in de Weense Stefansdom met Constanze Weber.

november
- 30 - De vredesvoorwaarden, opgesteld door Benjamin Franklin en John Adams, worden door Engeland en de Verenigde Staten geaccepteerd.

zonder datum
- Engeland herneemt het Fort Amsterdam.
- Nicolaas van Staphorst organiseert een eerste lening aan de VS van vijf miljoen gulden.
- John Adams koopt een huis op de Haagse Fluwelen Burgwal en vestigt er de eerste Amerikaanse ambassade ter wereld.
- De justitieraden van Doornik en Luxemburg maken zich los van de Grote Raad van Mechelen.
- In Nederland wordt de eerste bliksemafleider geplaatst door Cornelis Krayenhoff op de toren van de Grote of Martinikerk  van Doesburg.

## Muziek
- 16 juli - Eerste uitvoering van Mozarts Die Entführung aus dem Serail.
- Ludwig van Beethovens eerste werk , de Dressler-Variationen wordt uitgegeven.
- Wolfgang Amadeus Mozart componeert zijn Pianoconcerten nr. 11 en nr. 12.
- Franz Ignaz Beck componeert Stabat Mater
- Joseph Haydn componeert zijn Symfonie nr. 73 (La Chasse)

## Beeldende kunst

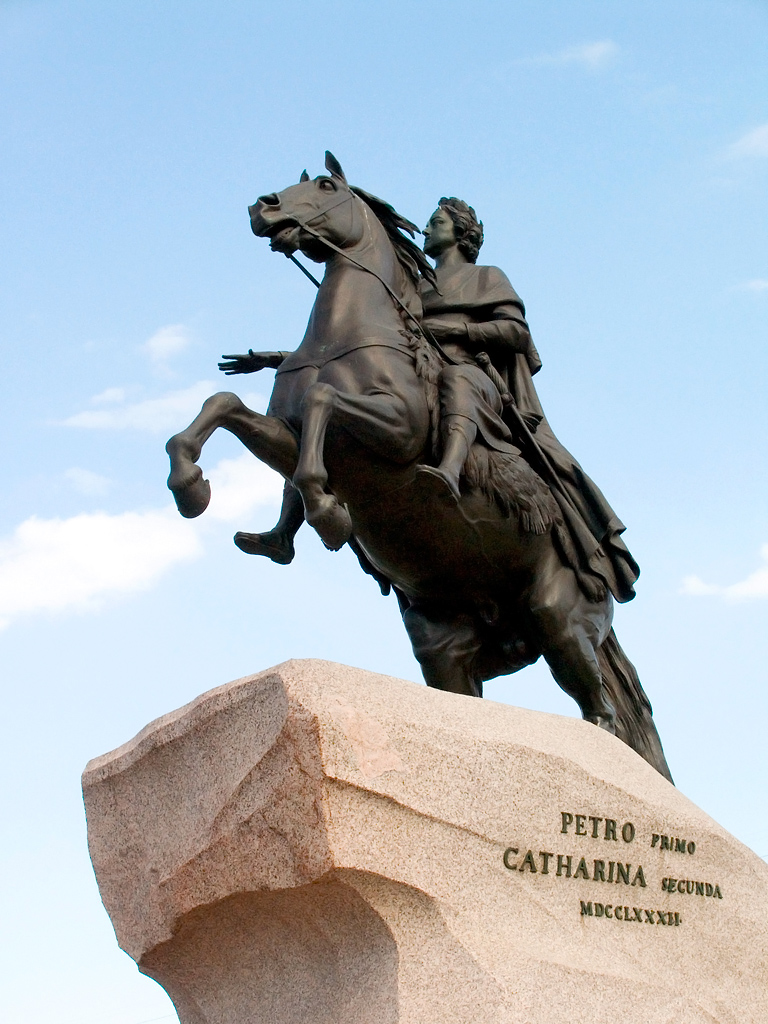
De Bronzen Ruiter (1782), Étienne-Maurice Falconet

## Bouwkunst

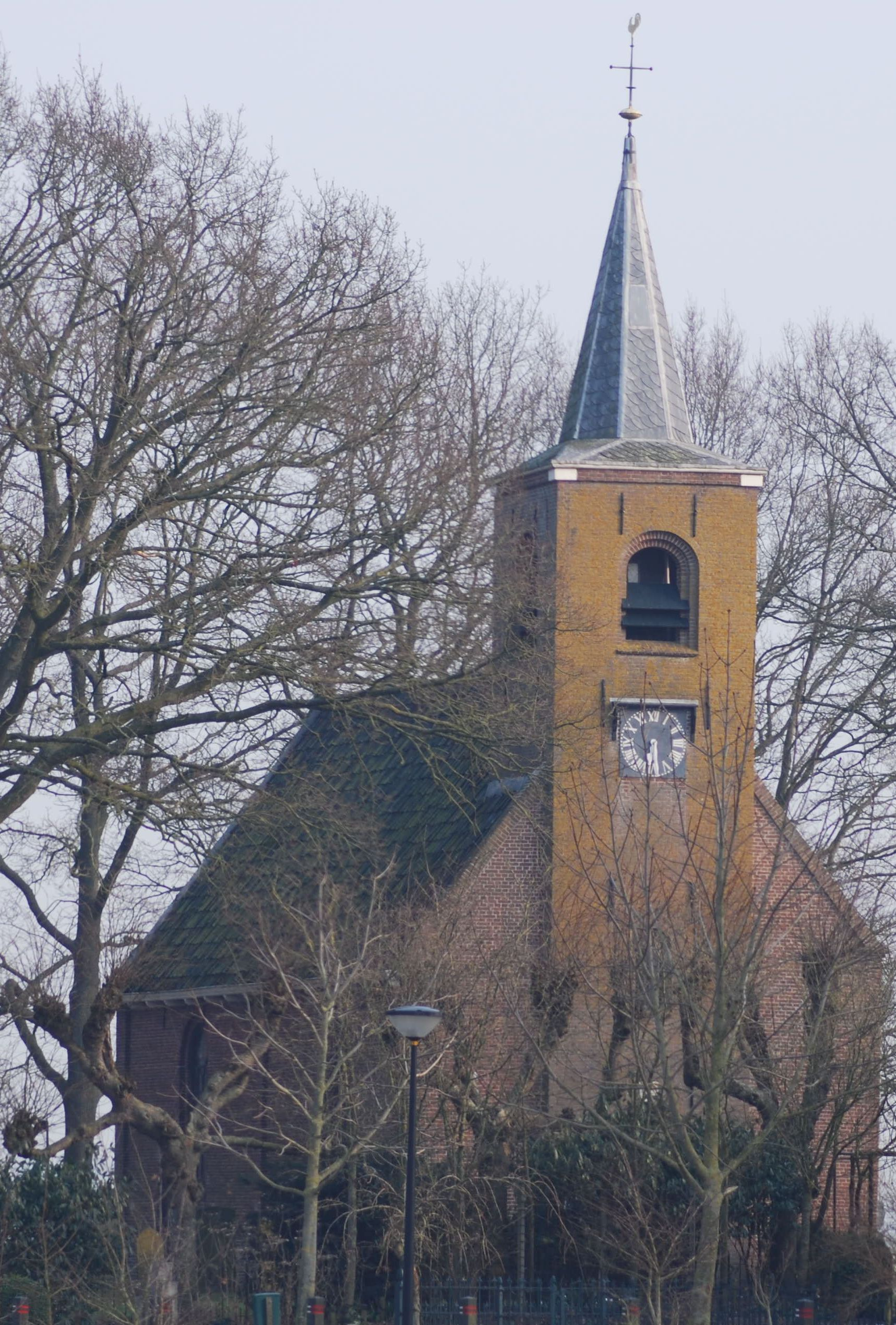
Hervormde kerk Augsbuurt, Friesland (1782)

## Geboren
januari
- 1 - Theodoor Smet, Zuid-Nederlands orgelbouwer (overleden 1853)
- 18 - Daniel Webster, Amerikaans redenaar en staatsman (overleden 1852)
- 29 - Daniel Auber, Frans componist (overleden 1871)

maart
- 25 - Carolina Bonaparte, zuster van Napoleon, echtgenote van Joachim Murat (overleden 1839)

april
- 21 - Friedrich Wilhelm August Fröbel, Duits opvoedingsdeskundige (overleden 1852)
- 26 - Marie Amélie van Bourbon-Sicilië, de latere koningin van Frankrijk als dochter van Ferdinand I der Beide Siciliën. Ze trouwt met Lodewijk Filips van Frankrijk (overleden 1866)

mei
- 28 - Wouter Johannes van Troostwijk, Nederlands kunstschilder (overleden 1810)

juli
- 26 - John Field, Iers pianist en componist (overleden 1837)

september
- 16 - Daoguang, Chinees keizer vanaf 1820 (overleden 1850)
- 25 - Charles Maturin, Iers protestants geestelijke en schrijver (overleden 1824)

oktober
- 27 - Niccolo Paganini, Italiaans musicus en componist (overleden 1840)

november
- 20 - Georgius Jacobus Johannes van Os, Nederlands kunstschilder (overleden 1861)

december
- 5 - Martin Van Buren, achtste president van de Verenigde Staten (overleden 1862)

datum onbekend
- Alexandre Louis Jousselin, Frans ingenieur (overleden 1867)

## Overleden
januari
- 1 - Johann Christian Bach (46), Duits componist

maart
- 17 - Daniel Bernoulli (82), Nederlands/Zwitsers wis- en natuurkundige

april
- 12 - Pietro Metastasio, (84), Italiaans librettist

juli
- 25 - Carlo Broschi (77), beter bekend als Farinelli, beroemdste castraat-sopraan aller tijden

november
- 21 - Jacques de Vaucanson (73), Frans uitvinder van de robot